# Acrocormus semifasciatus
Acrocormus semifasciatus är en stekelart som beskrevs av Thomson 1878. Acrocormus semifasciatus ingår i släktet Acrocormus och familjen puppglanssteklar.
Artens utbredningsområde är:
- Tjeckien.
- Slovakien.
- Nederländerna.
- Polen.
- Spanien.
- Sverige.
- Schweiz.
- Moldavien.

Arten är reproducerande i Sverige. Inga underarter finns listade i Catalogue of Life.